# Marchantiophyta (classification phylogénétique)
Pour l'article général, voir Marchantiophyta.
Cette page a pour objet de présenter un arbre phylogénétique des Marchantiophyta (Hepaticophyta, Hépatiques, Marchantiophytes), c'est-à-dire un cladogramme mettant en lumière les relations de parenté existant entre leurs différents groupes (ou taxa), telles que les dernières analyses reconnues les proposent. Ce n'est qu'une possibilité, et les principaux débats qui subsistent au sein de la communauté scientifique sont brièvement présentés ci-dessous, avant la bibliographie.

## Arbre phylogénétique
Le cladogramme présenté ici ne possède qu'une valeur indicative. Il n'est pas forcément consensuel, et on peut toujours se référer à la bibliographie au bas de l'article.
Le symbole ▲ renvoie à la partie immédiatement supérieure de l'arbre phylogénétique du vivant. Le signe ► renvoie à la classification phylogénétique du groupe considéré. Tout nœud de l'arbre portant plus de deux branches montre une indétermination de la phylogénie interne du groupe considéré.
Les habitudes typographiques des botanistes et des zoologistes sont différentes. Ici, par commodité de lecture, et certains groupes actuels relevant des deux domaines traditionnels, les noms de taxons supérieurs au genre sont tous écrits en caractères droits, les noms de genres ou d'espèces en italiques.
À la suite d'un taxon, sa période d'apparition, quand elle est connue, peut être indiquée suivant la légende suivante :
(Plé) : Pléistocène ; (Pli) : Pliocène ; (Mio) : Miocène ; (Oli) : Oligocène ; (Éoc) : Éocène ; (Pal) : Paléocène ; (Cré) : Crétacé ; (Jur) : Jurassique ; (Tri) : Trias ; (Per) : Permien ; (Car) : Carbonifère ; (Dév) : Dévonien ; (Sil) : Silurien ; (Ord) : Ordovicien ; (Camb) : Cambrien ; (Edi) : Édiacarien. Pour plus de précision si possible, (-) : inférieur ; (~) : moyen ; (+) : supérieur.

```
▲

└─o 
Marchantiophyta
 ou 
Hepaticophyta

  ├─o 
Haplomitriopsida

  │ ├─o 
Haplomitriidae
 ou 
Calobryales

  │ └─o 
Treubiidae
 ou 
Treubiales

  └─o
    ├─o 
Marchantiopsida

    │ ├─o 
Blasiidae
 ou 
Blasiales

    │ └─o 
Marchantiidae

    │   ├─o 
Neohodgsoniales

    │   └─o
    │     ├─o 
Sphaerocarpales

    │     └─o
    │       ├─o 
Lunulariales

    │       └─o 
Marchantiales

    └─o 
Jungermanniopsida

      ├─o 
Pelliidae

      │ ├─o 
Pelliales

      │ └─o
      │   ├─o 
Pallaviciniales

      │   │ ├─o 
Phyllothalliineae

      │   │ └─o 
Pallaviciniineae

      │   └─o 
Fossombroniales

      │     ├─o 
Calyculariineae

      │     └─o
      │       ├─o 
Makinoiineae

      │       └─o 
Fossombroniineae

      └─o
        ├─o 
Metzgeriidae

        │ ├─o 
Pleuroziales

        │ └─o 
Metzgeriales

        └─o 
Jungermanniidae

          ├─o 
Porellales

          │ ├─o 
Porellineae

          │ └─o
          │   ├─o 
Radulineae

          │   └─o 
Jubulineae

          └─o
            ├─o 
Ptilidiales

            └─o 
Jungermanniales

              ├─o 
Perssoniellineae

              └─o
                ├─o 
Lophocoleineae

                ├─o 
Cephaloziineae

                └─o 
Jungermanniinae
```

## En savoir plus

### Sources bibliographiques de référence
- B. Crandall-Stotler, R. E. Stotler et D. G. Long : « Phylogeny and Classification of the Marchantiophyta », Edinburgh Journal of Botany, vol. 66, n°1, 2009, pp. 155-198
- Yin-Long Qiu et al. (2006) « The deepest divergences in land plants inferred from phylogenomic evidence », PNAS, 103 (42), pp. 15511-15516
- Jonathan Shaw et Karen Renzaglia (2004) « Phylogeny and diversification of Bryophytes », American Journal of Botany, 91 (10), pp. 1557–1581

### Sources internet
- LiToL: Assembling the Liverwort Tree of Life
- « Evolution of land plants » sur l' Angiosperm Phylogeny Website